# منطقه مراکش–آسفی
مراکش آسفی (به فرانسوی: Marrakech-Safi) یک منطقه در مراکش است. مراکش آسفی ۴٬۵۲۰٬۵۶۹ نفر جمعیت دارد.